# Борисов Євген Іванович
Борисов Євген Іванович (*1853, с. Вербовець, Звенигородський повіт, Київська губернія — †1900) — відомий український публіцист, фольклорист, етнограф, критик та громадський діяч.

## Життєпис
Народився 1853 року в родині священика о. Івана та його дружини Марії. Старший брат Миколи Борисова, відомого громадського і освітнього діяча Херсонської губернії.
1869 року закінчив Уманське духовное училище, вступив до Київської духовної семинарії, яку не закінчив. В 1873 р. перейшов на юридичний факультет Новоросійського університету, який в 1877 р. закінчив з ступенем кандидата юридичних наук. Служив діловодом в Одеській міській управі.
В 1870-ті р.р. входив до складу одеської Громади. За політичну «неблагонадійність» був висланий 1879 року до Красноярська, згодом — до Верхоянська. 1881року повернувся до Києва. Член київської Громади. Заарештований у справі осіб, що переховували Івана Присецького; з 22 вересня 1884 р. був під гласним наглядом поліції протягом 3-х років. В цей час проживав у Варшавській губернії.
З 1887 р. працював в «Одесском вестнике», згодом помічником присяжного повіреного при одеському окружному суді, в херсонському земстві (1891—1900). Був членом київського і одеського юридичних товариств.
Для Єлисаветградського повіту є видатним діячем земства.
Помер 6 (19) травня 1900 р.